# Lyle Campbell
Lyle Richard Campbell (nascut el 22 d'octubre de 1942 a l'estat d'Oregon, Estats Units d'Amèrica) és un lingüista i expert en idiomes indígenes, especialment en aquells de l'àrea lingüística mesoamericana. També és un coneixedor de les llengües uralianes. És professor de lingüística en la Universitat de Hawaii a Manoa.

## Dades biogràfiques
Campbell va créixer a la zona rural de l'estat d'Oregon. Va rebre el seu grau de llicenciatura en arqueologia i antropologia el 1966, i el seu M.A. en lingüística de la Universitat de Washington) el 1967. Més tard, el 1971, va obtenir el seu doctorat també en lingüística de la Universitat de Califòrnia (UCLA).
Campbell ha estat professor en diverses Universitats del món: Universitat de Missouri (1971-1974); la Universitat de Nova York a Albany, (1974-1989); en la Universitat Estatal de Louisiana, (1989-1994); la Universitat de Canterbury, a Christchurch, Nova Zelanda, (1994-2004); la Universitat de Utah, (2004-2010); en l'actualitat és professor de la Universitat de Hawaii a Manoa.
També ha estat professor visitant al Colegio de México, Australian National University, Memorial University, Ohio State University, Universitat d'Hamburg, Universitat d'Helsinki, Universitat Nacional Autònoma de Mèxic, Universitat del País Basc, Universitat de Turku, i en tres universitat de Brasil. Les seves recerques i temes de càtedra han estat: lingüística històrica, llengües ameríndies, revitalització d'idiomes en risc de desaparició, tipologia, sociolingüística, lingüística antropològica, estudis llatinoamericans, espanyol i llengües uralianess.
És autor de més de 20 llibres i nombrosos articles; dos dels seus llibres (American Indian languages: The historical linguistics of Native America i Historical Syntax in Cross-Linguistic Perspectives, co-editat amb Alice C. Harris) van guanyar el premi Leonard Bloomfield, atorgada per la Societat Lingüística d'Amèrica.

## Obra publicada
- (1971). Cakchiquel Basic Course. Provo: Peace Corps.
- (1977). Quichean Linguistic Prehistory (University of California Publications in Linguistics, 81). Berkeley: University of California Press.
- (1978). Bibliography of Mayan Languages and Linguistics. Institute for Mesoamerican Studies, Publication 3. SUNY Albany.
- Campbell, Lyle & Mithun, Marianne (Eds.) (1979). The Languages of Native America: An Historical and Comparative Assessment. Austin: University of Texas Press.
- (1980). El Idioma Cacaopera. (Colección Antropología e Historia, 16.) Administración del patrimonio cultural. San Salvador, El Salvador: Ministerio de Educación, Dirección de publicaciones.
- Campbell, Lyle & Justeson, John (Eds.) (1984). Phoneticism in Mayan Hieroglyphic Writing. (Institute for Mesoamerican Studies, Pub. 9.) SUNY Albany/University of Texas Press.
- (1985). The Foreign Impact of Lowland Mayan Languages and Script. (Middle American Research Institute, publication 53.) New Orleans: Tulane University.
- (1985). The Pipil language of El Salvador. Berlin: Mouton de Gruyter.
- (1988). The Linguistics of Southeast Chiapas. (Papers of the New World Archaeological Foundation, 51.) Provo, Utah.
- Campbell, Lyle & E. Migliazza (1988). Panorama General de las Lenguas Indígenas en las Amerícas. Historia General de América, tomo 10. Instituto Panamericano de Geografía e Historia. Caracas, Venezuela.
- Campbell, Lyle & Harris, Alice C. (1995). Historical syntax in cross-linguistic perspective. Cambridge: Cambridge University Press. [Winner of the Leonard Bloomfield Book Award, 1998.]
- Campbell, Lyle; Mistry, P. J. & Hill, Jane (Eds.) (1997). The Life of Language: Papers in Linguistics in Honor of William Bright. Berlin: Mouton de Gruyter.
- (1997). American Indian languages: the historical linguistics of Native America. Oxford: Oxford University Press. ISBN 0-19-509427-1. (premi Leonard Bloomfield de la Societat Lingüística d'Amèrica, en 2000, pel millor llibre de lingüística. Fou nominat el 1998 Llibre sobresalient.]
- (1998). Historical Linguistics: an Introduction. Edinburgh: Edinburgh University Press.
- (1999). Historical Linguistics: an Introduction. Cambridge, MA: MIT Press. (American rights edition of 1998 Edinburgh University Press book.)
- (2003). Grammaticalization: a critical assessment. Special issue of Language Sciences 23 (2-3)
- (2004). New Zealand English: its Origins and Evolution. Cambridge: Cambridge University Press.
- (2004). Historical Linguistics: an Introduction (2nd edition). Edinburgh: Edinburgh University Press, and Cambridge, MA: MIT Press.
- Campbell, Lyle and William J. Poser (2008). Language Classification: History and Method. Cambridge: Cambridge University Press. ISBN 978-0-521-88005-3.